# Ralf Petersen (Komponist)

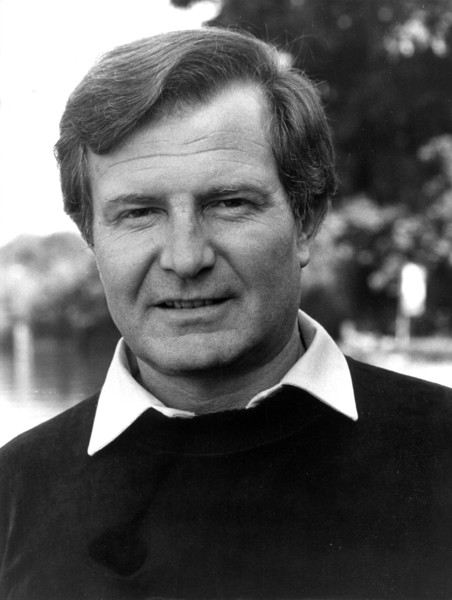
Ralf Petersen

Ralf Petersen (* 2. April 1938 in Rumburg, Tschechoslowakei; † 7. Juni 2018 in Berlin; richtiger Name Horst Fliegel) war ein deutscher Komponist, Arrangeur, Produzent und Autor.

## Leben
Ralf Petersen war ein Schlagerkomponist. Nach einem Hochschulstudium in Ost-Berlin, das er 1961 in den Fächern Dirigieren und Komposition mit dem Staatsexamen abschloss, ging er als Musikredakteur und Produzent zum Rundfunk der DDR.
Sein erster Schlager entstand 1960. Seitdem produzierte er über 700 Titel, von denen viele erfolgreich wurden. Ein Beispiel ist die 1968 produzierte Bostella Blau ist die Nacht, von der weit über 20 verschiedene Aufnahmen existieren. Gleiches gilt für Weil du heut Geburtstag hast, ein Lied mit Robby Lind, das als Geburtstagslied populär wurde.
Ralf Petersen hat zahlreichen Interpreten zu einem wirkungsvollen Start verholfen. Mit seinen Liedern belegten Christian Schafrik (Immer wieder ein roter Mund), Andreas Holm (Das ist der Bikini-Shake), Michael Hansen (Spiel nicht mit dem Glück), Frank Schöbel (Eine kleine Burg im weißen Sand), Roland Neudert (Ich möcht’ wieder zu Hause sein), Ruth Brandin (Das alles lieb ich so an dir), Brigitte Ahrens (Da ging für mich die Sonne auf), Klaus Sommer (Dankeschön für die Stunden mit dir) und Monika Herz (Komm, Kolumbus, komm) vordere Plätze in den Hitparaden.
Eine große Zahl von Liedern schrieb er für ausländische Interpreten. Hier sind vor allem die kroatischen Künstler Ljupka Dimitrovska (Wenn Musik erklingt), Ivica Šerfezi (Du hast mein Wort), Dani Marsan (Aber weine keine Träne) und Miro Ungar (Komm mit mir) zu nennen.
Ralf Petersen wurde auf vielen Schlagerwettbewerben ausgezeichnet. Der 1968 von Michael Hansen gesungene Titel Regen in der Nacht wurde im gleichen Jahr von Udo Jürgens produziert.
Er komponierte über 150 Instrumentaltitel, die teilweise auch in Nordamerika erfolgreich platziert werden konnten.
Ralf Petersen schrieb auch Kindermusik. So entstand als Ergänzungsliteratur zum Klavierunterricht der Zyklus Die Spieldose. Er besteht aus 20 Einzelstücken, die die musikalische Fantasie anregen sollen und eine Verbindung zwischen Klassik und Popmusik darstellen.
Unter seinem bürgerlichen Namen Horst Fliegel war er musikjournalistisch tätig, so für den Luisenstädtischen Bildungsverein und den Chorverband Berlin, dessen Vizepräsident er von 1999 bis 2013 war.
Im Jahre 2007 veröffentlichte er ein Buch mit Erinnerungen unter dem Titel Komponist und Rundfunkmann.
Petersen starb im Juni 2018 im Alter von 80 Jahren und wurde am 20. Juni 2018 auf dem Französischen Friedhof 1 in der Berliner Chausseestraße 127 beigesetzt.

## Werke

### Kompositionen
- Serenata, 1962
- Das alles lieb ich so an dir, 1962
- Erst kam ein verliebter Blick, 1964
- Immer wieder ein roter Mund, 1964
- Ich möcht wieder zu Hause sein, 1965
- Das ist der Bikini-Shake, 1965
- Zwei Küsse beim Nachhausegehn, 1965
- Weil du heut Geburtstag hast, 1966
- Spiel nicht mit dem Glück, 1966
- Sag ja, 1966
- Warum sind die Wälder so grün, 1966
- Damit es keine Tränen gibt, 1967
- Blau ist die Nacht, 1968
- Regen in der Nacht, 1968
- Fahr mit mir in das Glück hinein, 1968
- Tanz an einem Frühlingsabend, 1969
- Dankeschön für die Stunden mit dir, 1970
- Mal mir einen Regenbogen, 1970
- Wunderschön, dich wiederzusehn, 1970
- Halte dein Wort, 1973
- Alle sind Geburtstagskinder, 1974
- Wenn Musik erklingt, 1974
- Komm, Kolumbus, komm, 1974
- Kunigunde, 1975
- Aber weine keine Träne, 1976
- Die Spieldose (Klavierstücke für Kinder), 1977
- Rot wie ein Rubin, 1984
- Hochzeitstag, 1986
- Zimmer mit Frühstück am Bett, 1986
- Rosen aus Sarajevo, 1987
- Du hast mein Wort, 1987
- Zehn Minuten Großstadt-Show, 1987
- Wir lagen am Feuer, 1989
- Exotic Moon, 1990
- 60 Instrumentals, 1993–2002

### Musikproduktionen
- 878 Aufnahmen des DDR-Rundfunks, heute im Deutschen Rundfunkarchiv Potsdam-Babelsberg
  - Davon über 100 Amiga-Platten und 25 CDs, LPs und Singles von Firmen in Deutschland, Österreich, Belgien, Norwegen, Südafrika, Kroatien und anderen Ländern.
- 3 CDs „ROMANTIC WORLD“, „LORD PEPPERCORN“ und „SUNDAY SERENADE“ mit insges. 60 Instrumentals, Eigenverlag „piazza“, 2001/2002
- Doppel-CD „BLAU IST DIE NACHT“ mit 40 Amiga-Hits als Promotion-Edition, 2001
- CD „WENN MUSIK ERKLINGT“ mit 25 Erfolgstiteln der Jahre 1965–1990 als Promotion-Edition, 2004
- CD „DIE SPIELDOSE“, 20 Klavierstücke für Kinder (Soundtracks und Noten), Promotion-Edition, 2004
- CD „DANKESCHÖN FÜR DIE STUNDEN MIT DIR“ mit 20 Kompositionen für Klaus Sommer als Promotion-Edition, 2005

### Publikationen
- 20 Sendungen „Lexikon der Tanzmusik“, Berliner Rundfunk, 1969–71
- „Musik im Massenmedium Rundfunk“, Musik & Gesellschaft, Berlin, 1983
- „Schulchöre im alten Berlin“, Berlinische Monatsschrift, Berlin, 1994
- „Königliches Flötenkonzert“, ebenda, Berlin, 1995
- „Musikalische Schatzsuche“, ebenda, Berlin, 1995 ebenda
- „…von seiner capacitaet urtheilen wird“ (300 Jahre Akademie der Künste), ebenda, Berlin, 1995
- „Ein Königlich Preußischer Kammermusikus“, ebenda, Berlin, 1995
- „Leben wie im Sommernachtstraum“, ebenda, Berlin, 1995
- „75 Jahre Musik im Rundfunk“, ebenda, Berlin, 1995
- „Singende, klingende Stadt“, Lied & Chor, Köln, 1996
- „Caruso singt in der Oper“, Berlinische Monatsschrift, Berlin, 1996
- „Musikfest des Berliner Sängerbundes“, ebenda, Berlin, 1996
- „Carl Friedrich Zelter“, ebenda, Berlin, 1997
- „75 Jahre Berliner Mozart-Chor“, Berliner Chorspiegel, Berlin, 1997
- „Singende, klingende Stadt ’98“, Lied & Chor, Köln, 1997
- „Zur Kinder- und Jugendchorarbeit im Berliner Sängerbund“, Berliner Chorspiegel, Berlin, 1997
- „Ferruccio Busoni – ein Italiener in Berlin“, Berlinische Monatsschrift, Berlin, 1999
- „Der Berliner Sängerbund wird Hundert“, Lied & Chor, Köln, Dezember 2000
- „Clara Wieck“, Berlinische Monatsschrift, Berlin, Februar 2000
- „Uraufführung der Oper Wozzeck“, ebenda, Berlin, Juni 2000
- „Der Kurfürst spielte Gambe“, ebenda, Berlin, Juli 2001
- Beschreibung von 32 Spielstätten im Festbuch zum 20. Chorfest des Deutschen Sängerbundes Juni 2003
- „Der Jugend eng verbunden – Kurt Schwaen wird 95“, Lied & Chor, Köln, Juni 2004
- „Komponist und Rundfunkmann“, ISBN 978-3-00-022805-6, Eigenverlag piazza, Berlin, Dezember 2007

## Auszeichnungen
- 1964: Ernst-Zinna-Preis der Stadt Berlin
- 1970: Kunstpreis der DDR 1970
- 2013: Ehrenmitglied des Chorverbandes Berlin
- 2013: Verdienstkreuz am Bande der Bundesrepublik Deutschland
- 2015: Geschwister-Mendelssohn-Medaille des Chorverbandes Berlin